# Введенський жіночий монастир (Чернівці)
Введенський жіночий монастир — жіночий православний монастир УПЦ (МП)

## Історія заснування
Вже з початку зародження християнства знаходилися віруючі, які шукали вищого подвигу.
На Русі монастирі з'явилися за часів Ярослава Мудрого (близько 983 р. — 1054 р.).
В Україні монастирі стали насамперед осередками християнської духовності.
Чернівецька область за кількістю монастирів посідає одне з перших місць в Україні. Загалом в області 16 діючих монастирів, у яких живе понад 400 представників чернецтва.
Жіночий Свято-Введенський монастир у Чернівцях був організований на початку XX століття за сприяння митрополита Буковини і Далмації Володимира (Володимира Репта).
Розміщений монастир на розі теперішніх вулиць Буковинської і Кармелюка.
Нинішня вулиця Буковинська в Чернівцях — одна із тих, що веде на східну околицю міста — до колишнього передмістя Гореча.
Тут тісно переплелися приватні та адміністративні забудови.
Зокрема, цілий комплекс лікувальних закладів — публічна Буковинська крайова лікарня та Буковинська дитяча лікарня. Це — дев'ять споруд, які є пам'ятками місцевого значення.
Під будівництво крайового шпиталю в свій час виділили земельну ділянку у 3,5 га навпроти Народного саду (тепер центральний парк культури).
Роботи велися три роки. У 1886 р. крайова лікарня була відкрита.
За нею, на цій же вулиці у 1904 році відкрили жіночий монастир, для підтримки санітарної служби на випадок надзвичайних ситуацій (епідемій, повеней тощо), а також для догляду за хворими.
Землю для будівництва монастиря купили поблизу лікарні.

## Діяльність монастиря
Основним метою монастиря, як зазначалось у його статуті, стала одна з найважливіших справ християнського милосердя — догляд за хворими та піклування про них.
Монахині допомагали і при догляді за дітьми у дитячих притулках.
Монастир діяв до 1960 року, а потім його закрили.
Монастирські споруди влада відібрала, а сестер переселили у Хрещатицький монастир.
Через два роки монастир ліквідували остаточно.
Черниці перейшли до інших монастирів, а деякі стали жити в миру.
Відновили Свято-Введенський жіночий монастир у 1994 році, після президентського указу про повернення релігійним організаціям культового майна.
На подвір'ї монастиря побудували новий Свято-Троїцький собор з підземним храмом преподобного Іоана Кущника.
У підземному храмі знаходяться кістки з частинками святих мощей Хозевітських мучеників, преподобного Кукші Нового та інших святих, а також великий дубовий хрест, освячений в Єрусалимі, та ікони з частками святих мощей.

## Світлини